# Santa Cruz do Escalvado
Santa Cruz do Escalvado is een gemeente in de Braziliaanse deelstaat Minas Gerais. De gemeente telt 5.321 inwoners (schatting 2009).

## Aangrenzende gemeenten
De gemeente grenst aan Piedade de Ponte Nova, Ponte Nova, Rio Doce, Rio Casca, Sem-Peixe en Urucânia.